# Pietrzyków (Kalisz)
Pour les articles homonymes, voir Pietrzyków.
Pietrzyków est une localité polonaise de la gmina de Koźminek, située dans le powiat de Kalisz en voïvodie de Grande-Pologne.